# Łęg Przedmiejski
Łęg Przedmiejski – wieś sołecka w Polsce, położona w województwie mazowieckim, w powiecie ostrołęckim, w gminie Lelis. Przez miejscowośc przepływa rzeka Narew oraz Rozoga, która na miejscami stanowi naturalną granicę z Łęgiem Starościńskim. Od 2025 r. w Łęgu znajduje się przeprawa mostowa przez rzekę Narew stanowiąca połączenie między drogą powiatwą nr 2539W a wojewódzką nr 760 (DW760).  
| SIMC    | Nazwa      | Rodzaj    |
| ------- | ---------- | --------- |
| 0513060 | Koźlicha   | część wsi |
| 0513076 | Muszyństwo | część wsi |
| 0513082 | Pysklaki   | część wsi |
| 0513099 | Pyskły     | część wsi |
| 0513107 | Siedliska  | część wsi |

W latach 1975–1998 wieś administracyjnie należała do województwa ostrołęckiego.
Od 2008 roku drużyna piłkarska LZS Łęg Przedmiejski występuje w B-klasie.
Wierni kościoła rzymskokatolickiego należą do parafii Miłosierdzia Bożego w Łęgu Starościńskim lub do parafii Nawiedzenia Najświętszej Maryi Panny w Ostrołęce.